# Pangshura tentoria
La tartaruga a tetto (Pangshura tentoria Gray, 1834) è una specie di tartaruga della famiglia dei Geoemididi.

## Tassonomia
Ne vengono riconosciute tre sottospecie:
- P. t. tentoria (Gray, 1834).
- P. t. circumdata (Mertens, 1969).
- P. t. flaviventer (Günter, 1864).

## Descrizione
Il carapace raggiunge 270 mm di lunghezza, fortemente arcuato ed ellittico con una chiglia vertebrale con una sporgenza pronunciata. Il carapace e il piastrone variano in colorazione tra le sottospecie. P. t. circumdata presenta tra gli scuti dorsali e marginali del carapace, che è di color marrone-oliva, un tipico anello a mezzaluna rosa, il piastrone è giallo con macchie nere. La parte posteriore della testa è rosa opaco, mentre intorno agli occhi e al muso la colorazione è grigia. P. t. flaviventer presenta un carapace senza banda rosa e un piastrone totalmente giallo, una striscia giallastra sulle prime tre vertebre, la testa è marrone con una macchie rosa dietro gli occhi. P. t. tentoria presenta delle grandi macchie nere sul piastrone e sulla testa non sono presenti macchie luminose. Nidificazione tra fine settembre e febbraio, depone 4-8 uova. Alimentazione onnivora.

## Distribuzione e habitat
Distribuita nell'intera Penisola Indiana e nel Bangladesh. Vive in tutti i tipi di corsi d'acqua e acquitrini.

## Conservazione
Specie minacciata dalla cattura a fini alimentari e per il commercio internazionale essendo molto richiesta sul mercato della terraristica.